# Чутырское (сельское поселение)
Чутырское — упразднённое муниципальное образование со статусом сельского поселения в Игринском районе Удмуртии Российской Федерации.
Административный центр — село Чутырь.

## История
Статус и границы сельского поселения установлены Законом Удмуртской Республики от 19 ноября 2004 года № 65-РЗ «Об установлении границ муниципальных образований и наделении соответствующим статусом муниципальных образований на территории Игринского района Удмуртской Республики»
К 18 апреля 2021 года упраздняется в связи с преобразованием района в муниципальный округ.

## Население
| 2010  | 2012  | 2013  | 2014  | 2015  | 2016  | 2017  |
| ----- | ----- | ----- | ----- | ----- | ----- | ----- |
| 1826  | ↘1787 | ↗1799 | ↘1761 | ↘1748 | ↘1693 | ↘1681 |
| 2018  | 2019  | 2020  |       |       |       |       |
| ↘1678 | ↘1624 | ↘1595 |       |       |       |       |

## Состав сельского поселения
| № | Населённый пункт | Тип населённого пункта       | Население |
| - | ---------------- | ---------------------------- | --------- |
| 1 | Верх-Нязь        | деревня                      | ↗201      |
| 2 | Загребино        | деревня                      | →21       |
| 3 | Ляльшур          | деревня                      | →37       |
| 4 | Нязь-Ворцы       | деревня                      | ↗80       |
| 5 | Пазяли           | деревня                      | ↘3        |
| 6 | Удмурт-Лоза      | деревня                      | ↘285      |
| 7 | Чемошур          | деревня                      | ↘259      |
| 8 | Чутырь           | село, административный центр | ↘901      |